# Bielengebirge
Das Bielengebirge (polnisch Góry Bialskie) ist ein Teil der Sudeten an der Grenze Polens und Tschechiens. Es erstreckt sich über etwa 10 × 10 km. Der tschechische Teil, früher noch als Bělské vrchy bezeichnet, wird in Tschechien seit etwa 1950 als ein Teil des Králický Sněžník (Glatzer Schneegebirges) angesehen.

## Geografie
Im Süden und Westen trennt es die Mohre (Morawka) vom Glatzer Schneegebirge, im Norden und Osten bildet das Tal der Biele (Biała Lądecka) die Grenze zum Reichensteiner Gebirge (Góry Złote). Kennzeichen dieses Gebirges sind seine alten Mischwälder und der Wildreichtum. Das Gebirge ist fast unbesiedelt, die vor dem Zweiten Weltkrieg errichteten Bergbauden existieren nicht mehr.
Der südliche Teil des Gebirges liegt in Tschechien und reicht bis an den Altstadt-Goldensteiner Kessel, in dem sich die Städte Staré Město pod Sněžníkem (Mährisch Altstadt) und Branná (Goldenstein) befinden, die Staatsgrenze verläuft auf dem Kamm, der sich vom Glatzer Schneeberg (Śnieżnik / Králický Sněžník) bis zum Fichtlich (Smrek / Smrk) zieht und die Wasserscheide zwischen den Einzugsgebieten von Oder und Donau bildet.
Höchster Berg ist der Postawna/Travná hora (Wiesenberg) mit 1124 m n.m., über dessen Gipfel die Grenze verläuft. Zwei Kilometer nordöstlich dieses Berges liegt mit dem Smrek/Smrk (Fichtlich) auch der höchste Gipfel des Reichensteiner Gebirges.
Im südöstlichen Teil des Gebirges, sowohl auf tschechischem als auch polnischem Territorium befinden sich die Saalwiesen (Puszcza Śnieżnej Białki), die auf polnischer Seite zum Naturschutzgebiet erklärt worden sind. Dieses Moor liegt in einer Höhe zwischen 1000 und 1050 m und zeichnet sich durch das Vorkommen geschützter Pflanzen und Urwald aus. Eine Sage berichtet, dass hier eine Stadt Salowien gestanden haben soll. Die einst hier befindliche „Saalwiesenbaude“ besteht nicht mehr.
Ein weiteres Naturschutzgebiet ist das Nowa Morawa an der Quelle der Mohre (Morawka) westlich des Jawornik Graniczny.

Neubielendorf, am Fuße des Bielengebirges

## Bekannteste Berge
(von Nord nach Süd):
- Czernica (Schwarzenberg), 1083,2 m n.m.
- Jawornik, 995 m n.m.
- Szeroka Kopa (Brettkoppe), 907 m n.m.
- Jawornik Krowi, 986 m n.m.
- Rudawiec / Polská hora (Rote Sümpfe), 1105,7 m n.m.
- Jívina / Iwinka (Saalwiesenberg), 1076 m n.m.
- Jawornik Graniczny, 1026 m n.m.
- Dział, 1028,8 m n.m.
- Postawna / Travná hora (Wiesenberg), 1124 m n.m.
- Vyhled, 1030 m n.m.
- Stolec (Engelbrecht), 1034 m n.m.